# هيذر مايلز
هيذر مايلز (بالإنجليزية: Heather Myles)‏ هي مغنية وكاتبة غنائية أمريكية، ولدت في 31 يوليو 1962.

## وصلات خارجية
- الموقع الرسمي
- هيذر مايلز على موقع ميوزك برينز (الإنجليزية)
- هيذر مايلز على موقع ديسكوغز (الإنجليزية)